# Chotiměř
Chotiměř (en allemand : Kottomir) est une commune du district de Litoměřice, dans la région d'Ústí nad Labem, en Tchéquie. Sa population s'élevait à 288 habitants en 2021.

## Géographie
Chotiměř se trouve à 10 km à l'ouest de Litoměřice, à 14 km au sud-sud-ouest d'Ústí nad Labem et à 62 km au nord-ouest de Prague.
La commune est limitée par Velemín au sud, à l'ouest, au nord et au nord-est, et par Malé Žernoseky au sud-est.

## Histoire
La première mention écrite de Chotiměř remonte à 1057.

## Galerie

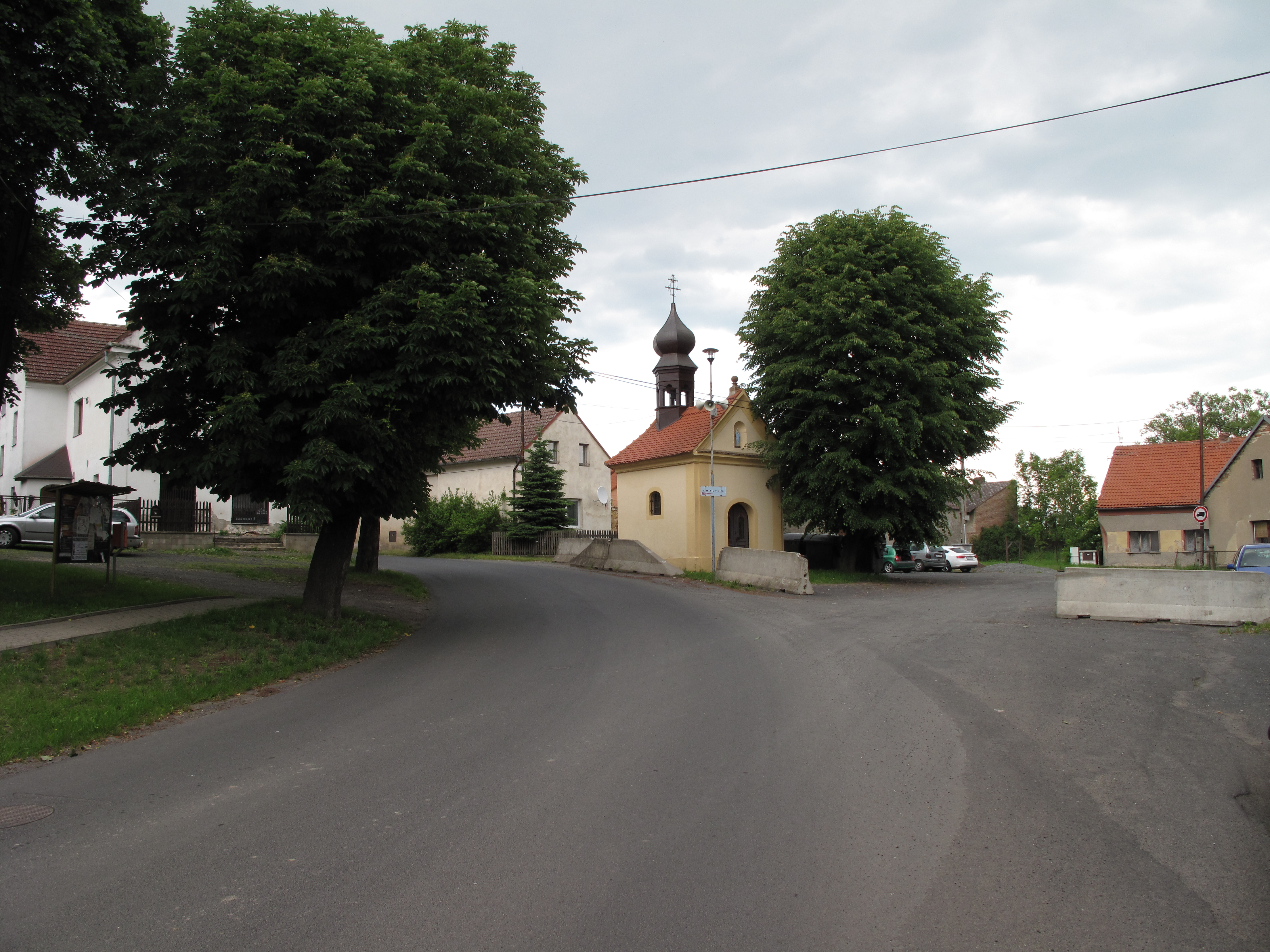
Chotiměř : chapelle.
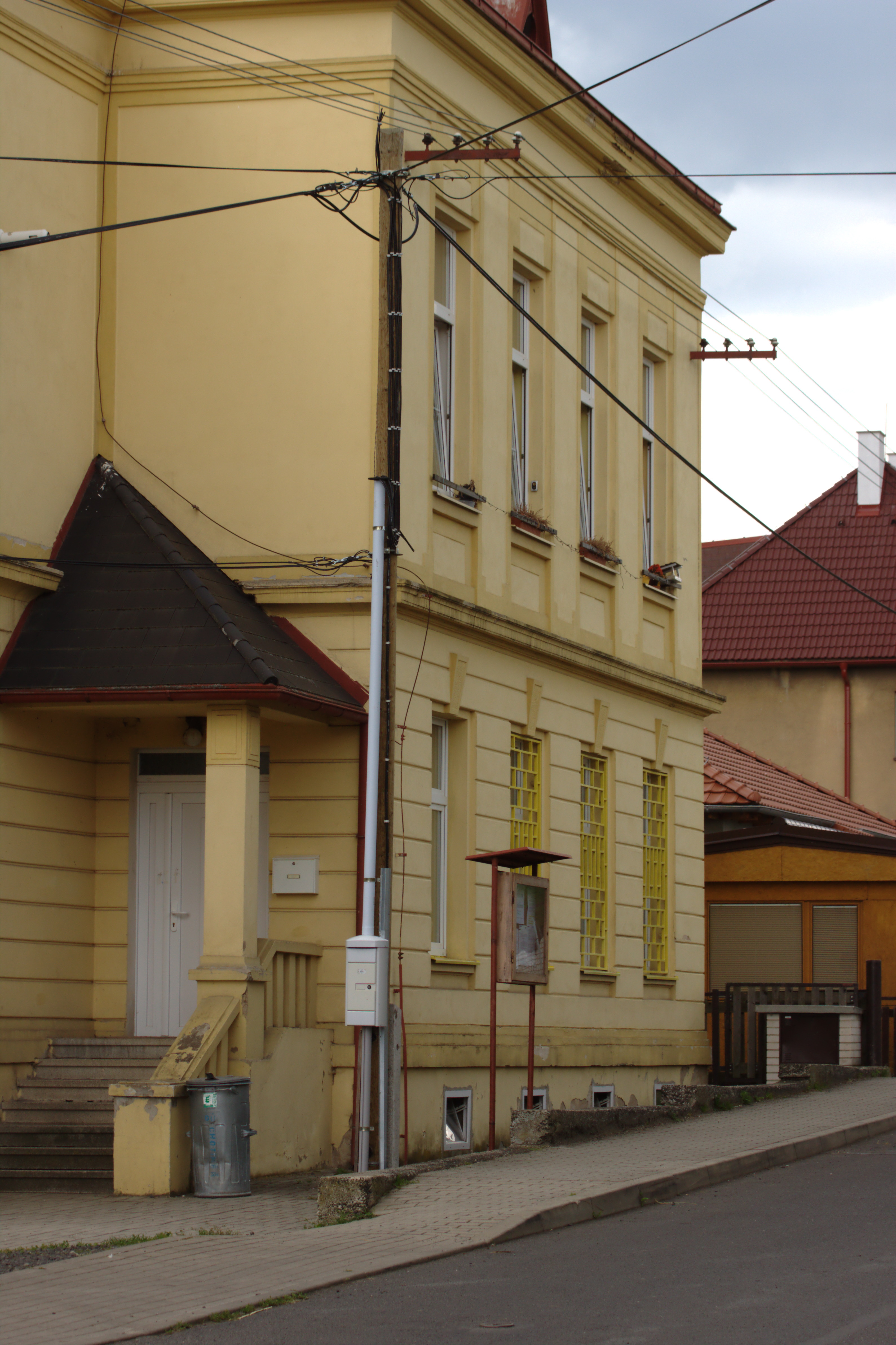
La mairie.
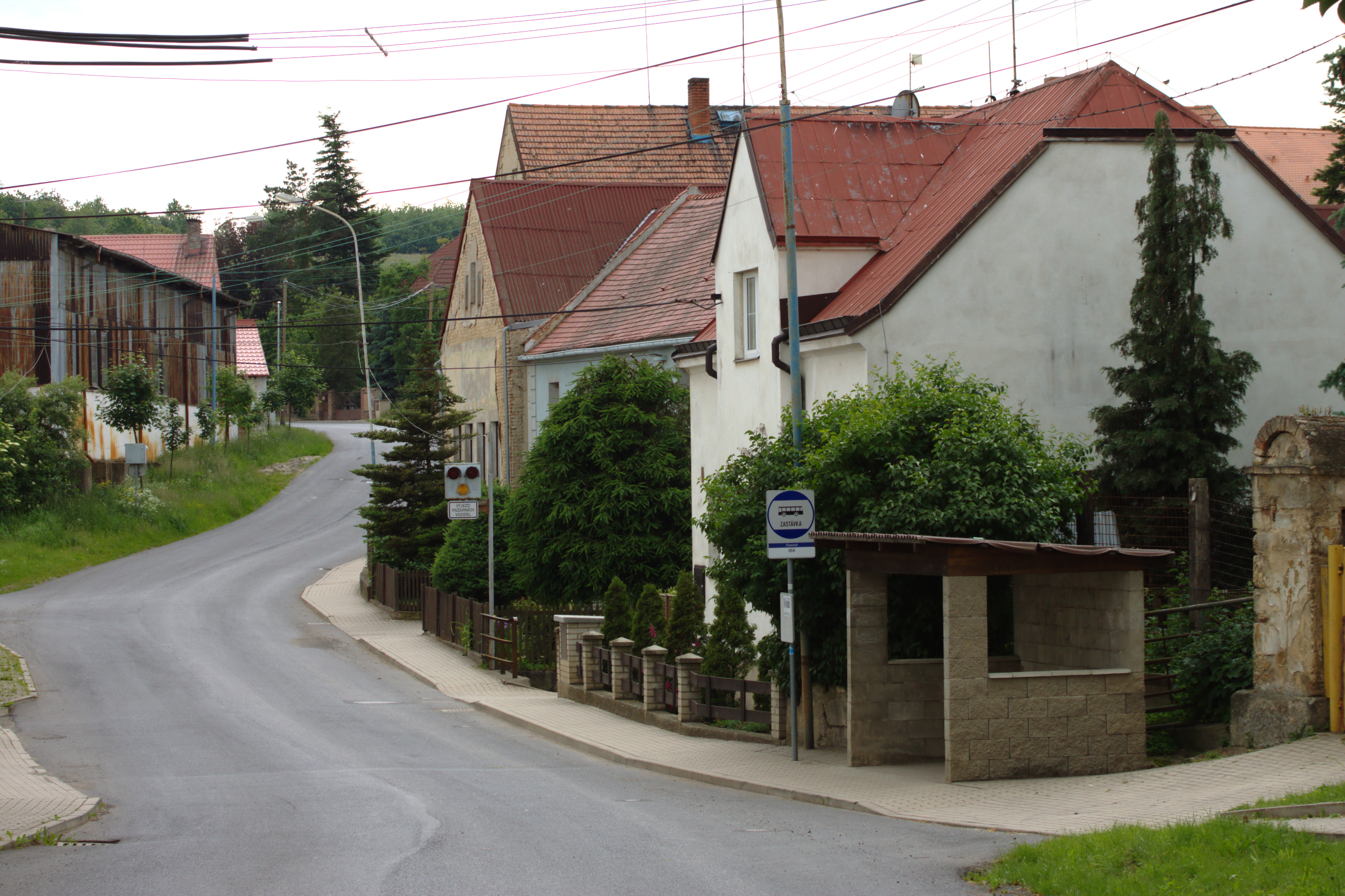
Maisons à Chotiměř.

## Transports
Par la route, Chotiměř se trouve  à 9 km de Lovosice, à 17 km d'Ústí nad Labem, à 19 km de Litoměřice et à 72 km de Prague.